# Waldemar Krzysztof Izdebski
Waldemar Krzysztof Izdebski (ur. 21 sierpnia 1964 w Trzebieszowie) – polski naukowiec, doktor habilitowany związany z Katedrą Geodezji i Astronomii Geodezyjnej Wydziału Geodezji i Kartografii Politechniki Warszawskiej, w latach 2018–2022 Główny Geodeta Kraju.

## Życiorys
W 1984 ukończył Technikum Geodezyjne w Żelechowie i rozpoczął studia na Wydziale Geodezji i Kartografii Politechniki Warszawskiej, które ukończył pracą dyplomową „Badanie numerycznej efektywności nieliniowych algorytmów opracowania obserwacji” pod kierunkiem Zdzisława Adamczewskiego. Od 1989 zatrudniony na macierzystym wydziale, początkowo jako asystent stażysty w Instytucie Geodezji Wyższej i Astronomii Geodezyjnej, gdzie kontynuował badania naukowe związane z rachunkiem wyrównawczym oraz angażując się w budowę laboratoriów komputerowych do prowadzenia zajęć z informatyki geodezyjnej.
Od chwili zatrudnienia, oprócz wprowadzania do dydaktyki przedmiotów związanych z systemami informacji przestrzennej, zajmował się także tworzeniem oprogramowania dotyczącego geodezji i systemów informacji przestrzennej. W 1990 założył spółkę Geo-System Sp. z.o.o., zajmującą się tworzeniem oprogramowania geodezyjnego, w której funkcję prezesa pełnił do 22 maja 2018.
W 1992 zorganizował pierwszą na wydziale sieć komputerową w oparciu o system Novell NetWare, którą zarządzał i wdrażał do prowadzenia zajęć dydaktycznych. W latach 1993–1994 czynnie uczestniczył w pionierskich pracach wydziału związanych z tworzeniem programów nauczania z zakresu systemów informacji przestrzennej.
17 czerwca 1999 uzyskał stopień doktora za rozprawę „Badanie efektywności podstawowych algorytmów geometrycznych wykorzystywanych w systemach informacji przestrzennej” napisaną pod kierunkiem Edwarda Nowaka. 3 lipca 2014 uzyskał habilitację za sprawą pracy „Koncepcja i wdrożenia technologii Geo-Map”.
W 2017 został członkiem Rady Infrastruktury Informacji Przestrzennej przy Ministrze Cyfryzacji. 7 czerwca 2018 został powołany na stanowisko Głównego Geodety Kraju, które objął 11 czerwca. 13 maja 2022 został odwołany z tej funkcji. 
W 2009 „za osiągnięcia w pracy naukowej i dydaktycznej” został odznaczony Brązowym Krzyżem Zasługi. 

## Działalność naukowa
Obecnie prowadzi na Politechnice Warszawskiej zajęcia z przedmiotów takich jak informatyka geodezyjna, systemy informacji o terenie, systemy informacji przestrzennej w internecie, numeryczny model terenu, internetowe udostępnianie danych przestrzennych, infrastruktura danych przestrzennych czy geometria obliczeniowa.
Autor licznych publikacji i artykułów naukowych, stały autor artykułów w czasopiśmie „Geodeta”. Wygłaszał też liczne referaty na międzynarodowych konferencjach naukowych. Jest promotorem ponad 30 prac magisterskich i inżynierskich oraz 6 prac na studiach podyplomowych. Jego działalność wyrażona jest także udziałem w pracy zespołów eksperckich oraz licznymi wdrożeniami oprogramowania, opracowanego bezpośrednio przez niego lub pod jego kierownictwem.
Członek Stowarzyszenia Geodetów Polskich oraz Polskiego Towarzystwa Informacji Przestrzennej.